# SN 2005cb
SN 2005cb – supernowa typu Ic odkryta 13 maja 2005 roku w galaktyce NGC 6753. W momencie odkrycia miała maksymalną jasność 15,60m.